# L'Échelle-Saint-Aurin

L'Échelle-Saint-Aurin este o comună în departamentul Somme, Franța. În 1 ianuarie 2022 avea o populație de 45 de locuitori.